# Thermae Romae II
Thermae Romae II (テルマエ・ロマエＩＩ) és una pel·lícula de comèdia japonesa del 2014 dirigida per Hideki Takeuchi i basada en la sèrie manga Thermae Romae de Mari Yamazaki.

## Argument
Un temps després, el manga de la Mami sobre Lucius es publica i es fa prou popular com per produir-hi una pel·lícula. Visita el plató i coneix l'actor que interpreta Lucius. De sobte, l'autèntic Lucius apareix per un pou proper, qualificant l'actor d'impostor.

## Repartiment
- Hiroshi Abe
- Aya Ueto
- Kazuki Kitamura
- Takashi Sasano
- Anthony Ripoll
- Katsuya
- Akebono Tarō
- Kotoōshū Katsunori

## Recepció
La pel·lícula ha recaptat 4.420 milions ¥ al Japó.